# AFN
AFN（エイエフエヌ、英: American Forces Network、アメリカ軍放送網）は、アメリカ軍が海外に駐留または配属されている人々に提供している政府のテレビ・ラジオ放送サービスである。メリーランド州フォート・ジョージ・G・ミード基地に本部を置き、ラジオとテレビの衛星放送を含むAFNの放送業務はカリフォルニア州リバーサイドのAFN放送センター（防衛メディアセンター）から発信されている。1942年5月26日にロンドンで軍隊ラジオサービス（Armed Forces Radio Service、AFRS）として設立された。
日本では、1945年から在日米軍向けに放送されていたFEN（極東放送網、Far East Network）が1997年にAFNに統合された。
AFNの任務は海外基地在住の軍人軍属とその家族向へテレビとラジオを通した情報やエンターテインメントの提供であり、モットーはWe Bring You Home.

## 概要
日本では、AFN Misawa、AFN Tokyo、AFN Iwakuni、AFN Sasebo、AFN Okinawaがある。原則として日本標準時午前0時00分を基点にして毎日24時間英語による放送が行われている。
AFNを含む在日米軍の無線局は全て日米地位協定に基づき電波法の適用対象外である。AFNの場合はアメリカ国防総省下のDefense Media Activity（DMA：国防メディア拠点、メリーランド州ジョージ・G・ミード基地）に管理されているため、日本の総務大臣又は総合通信局長（沖縄総合通信事務所長を含む。）からの免許やコールサインを持たない。アメリカにおいても「放送局」ではなく軍用無線局扱いである。
放送の担当は、Defense Information School（DINFOS：国防情報学校、メリーランド州ジョージ・G・ミード基地）の教育課程を修了したBroadcast Journalistと呼ばれる下士官・兵卒の現役軍人が中心で、彼らの兵科はPublic Affairs（広報科：陸軍、空軍、海兵隊）、Mass Communications Specialist（MC：報道員：海軍のみ）である。

## 歴史
第二次世界大戦中の1942年5月にアメリカ軍直営のラジオ局、AFRS (the Armed Forces Radio Service) がアラスカ準州のコディアック島に開局。その後、各地で兵士や兵士の家族向けに放送をする局が開局。兵士向けの野戦局は送信機、コンソール、レコード一箱という機材構成だったと言われている。
1945年7月、アメリカ軍の占領下にあった沖縄にAFRSが開局する。第二次世界大戦末期、AFRSが連合国軍の支配下にある島々の日本軍に対して、抵抗を止めて降伏するよう勧告する放送を行う。同様の告知は日本軍のいる島々に偵察機からビラを撒くという形でも行われる。
戦後占領期に入った8月に日本放送協会に対して放送機器提供命令が行われ、9月23日より東京(コールサインWVTR)、大阪(WVTQ)、名古屋(WVTC)、熊本(WLKF)、仙台(WLKE)、札幌(WLKD)の６局にてAFRS放送が開始された。。この進駐軍放送は日本放送協会の第三放送という扱いになっていた。
その後、日本放送協会が行うFEN放送は、広島、敦賀、岡山、松山、佐賀、大分、佐世保、福岡で行われた。また、アメリカ軍が主体となり運営する放送態勢に切り替わるところや新たに新設される放送局もあった。
1952年の講和成立、占領解除により3月15日を持ってAFRS放送が終了し、アメリカ軍が運営するFEN（Far East Network、極東放送網、エフ・イー・エヌ。愛好家の間では“フェン”とも呼ばれた）に改組された。日本放送協会による放送機器提供は1954年8月9日の大阪施設の提供を最後に解消され、以後は全てアメリカ軍による放送局運営となった。
FEN切り替え当初の1952年7月時点では、東京、大阪、名古屋、美保、小倉、福岡、大分、熊本、佐世保、八戸、仙台、札幌の12局で構成されていたが、増減を繰り返し、1955年の21局体制を経たのち、1958年3月時点では、東京、名古屋、福岡(板付)、岩国、千歳、佐世保、芦屋、三沢、稚内の9局で放送されていた。
放送される番組は午前6時30分から午後11時30分まで英語による内容となっており、アメリカにて録音された音源とNHK東京放送会館の3階に置かれたWVTRのスタジオからの生放送を組み合わせて行われていた。
1953年9月までに、FENのスタジオは全て米軍基地内に移り、1955年12月に沖縄でテレビ放送を開始した。これは沖縄テレビ放送の開局より4年早い。
1959年にFENは新潟に新たに開局。日本国内に9局ができる。その後、拡大縮小が相次ぐが、FENとして日本各地で放送を行う。
1973年 - 1979年頃、関東平野合衆国空軍施設整理統合計画（KPCP/通称・関東計画）に基づく埼玉県朝霞市のキャンプ・ドレイク（米軍朝霞キャンプ）返還に伴い当時のFEN Tokyoは横田基地に移転。しかし、和光市南地区内のラジオ放送用送信アンテナと付随施設及び土地は返還されず、現在も使用され続けている。
1997年 - AFN (American Forces Network) に改称。
2004年9月15日 - テレビ放送をAFN｜prime、AFN｜spectrum、AFN｜news、AFN｜sports、AFN｜movie、AFN｜familyの6チャンネル制へと変更（沖縄で放送されている軍基地外でも映るチャンネルはAFN｜primeへ名称変更、AFN｜spectrum・AFN｜movieは1997年から続いているためロゴの変更のみ、AFN｜news・AFN｜sportsはもともとAFN・NewsSportsだったものがそれぞれ分離、AFN｜familyは新たに開設）。
2006年1月から6月にかけて、AFN Tokyoは埼玉県和光市にあるラジオ放送用の送信アンテナ2本を建て替えた。9月1日、AFN Tokyoは平成18年度東京都・足立区合同総合防災訓練の一環として東京都との協定に基づき英語による地震情報をラジオで放送した。以後、毎年東京都主催の合同総合防災訓練に参加し英語による地震災害情報を放送している。
2006年のシーズンを最後にラジオでのMLBワールドシリーズ、NBAファイナル、カレッジスポーツなどのスポーツ中継が終了。NFLスーパーボウルは2007年2月をもって中継終了（2012年と2020年は中継した）。全て米国発のTV放送に移行。
2007年1月、AFN Okinawaの中波 (648kHz) の送信所が定期メンテナンス中に破損し、2008年2月18日まで放送休止した。
2012年日本国内のAFNと韓国内のAFNが統合されAFN Pacificとなる。各局の活動はこれまで通り。
2013年、AFN Pacificを通じてAFN Pacific内の各局のラジオローカル放送と衛星配信よる音声番組のインターネット配信が始まる。
2018年、米国政府機関閉鎖の影響により、日本では1月20日14時から通常放送を中断し、エンドレスでピアノ曲の放送を行っていたが、AFN Tokyoは21日午後にラジオ放送を再開した。
2023年3月から9月まで、AFN Okinawaの中波 (648kHz) は補修のため長期休止。設備老朽化のため9月から所定10kWから5kWに減力して放送していたが、2024年5月28日以降少なくとも8回の落雷被害を受け、6月から再度休止している。AFNでは空中線鉄塔をいったん撤去の上、台風シーズンを避けて2024年12月又は2025年1月から再建に着手、2025年7月には所定の10kWでの放送再開を目指している。

## 日本国内のAFN

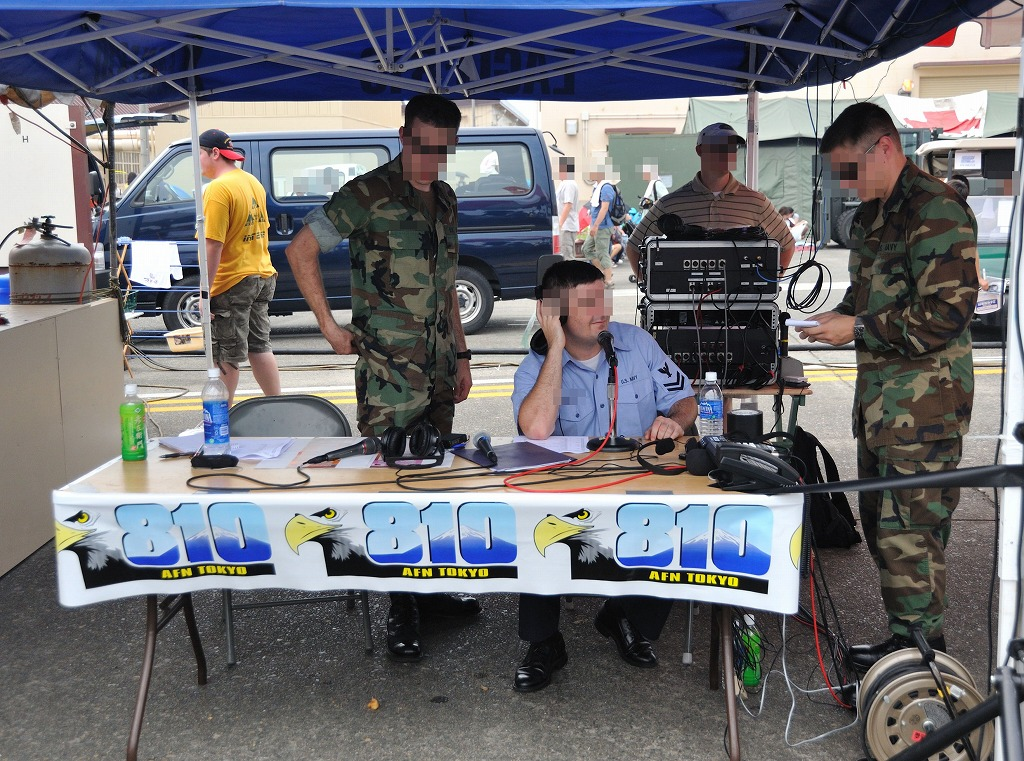
AFN Tokyoスタッフ。横田基地にて

日本国内のAFN各局は、Defense Media Activity (DMA) の管理下にある。2008年9月まではAir Force News Agencyの指揮下にあったが米軍の再編計画BRAC2005の一環として陸海空軍の放送部隊はDMAの管理下におかれることとなった。AFN KoreaやAFN Europeと異なり、日本国内のAFNをまとめる司令部は存在しない。ベリカードの発行はしていない（FEN時代にはベリカードが発行されていた。英語放送の為、放送内容をきちんと英語で報告しなければ発行されなかった）。

### ニュース制作拠点として
AFN各局はそれぞれの基地での出来事や所属部隊の日常訓練や海外での演習の取材を行う。報道機関としての独立性を保つためか、基地司令の指揮下には入っていない。
AFN Tokyoは横田基地が日本の首都東京にあるため、駐日アメリカ合衆国大使やアメリカ合衆国連邦政府要人、アメリカ合衆国議会の政治家が東京を訪れた際には、単独インタビューを行うことがある。太平洋地域のニュースセンターとなっているため、AFNの無いタイ、シンガポール、フィリピンやハワイ、アラスカなどのアメリカインド太平洋軍責任エリアで、米軍と同盟国や友好国との軍事演習などが行われる場合に従軍記者として取材もおこなう。米海軍横須賀基地内に横須賀基地や同基地を事実上の母港とする第7艦隊所属艦艇を取材対象とするニュース制作の支局を持つ。

## ラジオ放送
基本的に基地内向けケーブル放送と基地の外に向けて中波放送を行うが、AFN OkinawaのみFM放送もしており、FM放送は主に沖縄本島中南部で明瞭に聴取可能である。ラジオ放送は各AFN局で制作される番組と、AFRTSから通信衛星で配信される番組の2種類である。
後述のテレビ放送とは違い、日本国内で市販されているラジオ受信機でも聴取できるため、アメリカの生の文化などに触れたい日本人ユーザーからも人気を集めており、1950年代に発生したJazz,ロカビリーを主とする洋楽ブームの一因にもなった。

### 放送局として
以下の部隊名称は2008年10月以前のものである。以後変更になっている場合がある。
|             | 愛称            | 周波数     | 出力 | 送信所                   | 運用部隊       |
| ----------- | --------------- | ---------- | ---- | ------------------------ | -------------- |
| AFN Tokyo   | Eagle 810       | AM 810kHz  | 50kW | 東京・横田基地           | 第10報道分遣隊 |
| AFN Misawa  | The Source 1575 | AM 1575kHz | 1kW  | 青森・三沢基地           | 第12報道分遣隊 |
| AFN Iwakuni | Power 1575      | AM 1575kHz | 1kW  | 山口・岩国基地           | 第13報道分遣隊 |
| AFN Sasebo  | Thunder Radio   | FM 93.1MHz | 300W | 長崎・佐世保基地         | 第14報道分遣隊 |
| AFN Okinawa | Wave 89         | FM 89.1MHz | 1kW  | 沖縄・キャンプフォスター | 第11報道分遣隊 |
| AFN Okinawa | Surf 648        | AM 648kHz  | 10kW | 沖縄・キャンプフォスター | 第11報道分遣隊 |

AFN Tokyo：送信所は埼玉県和光市の理化学研究所和光本所に南接。アンテナは2本あり、米軍基地や米軍用住宅地区が多い神奈川方面に指向性を持たせるためか230°（西南西）を向いている。夜間は北海道を除く日本全国でも受信可能。(北海道では、同周波数のウラジオストクの放送が聞こえる)
AFN Okinawa：AM放送は、2007年2月より08年2月まで1年間にわたって停波していた。スポラディックE層発生中は、本州でもAFN Okinawa FMが受信ができることもある。
中波放送は、日本がITU第3地域に含まれているので、10kHz間隔のアメリカ本土（ハワイを含む）と異なり9kHz間隔である。 矢臼別演習場で米軍との共同軍事演習の際に臨時的に放送する。
AFN SASEBO は　2025年6月4日にFM波93.1MHzでの放送と正式にアナウンスされた。それまでは米軍佐世保基地内に存在していたAM放送用のアンテナ施設にトラブルがあり、正式なFM移行までの間、実質的なミニAM放送状態とAFN GOと言うネット放送運用に頼っていた。

### 通常の放送
各局で制作される番組は、平日のリスナーからリクエストを受付ける音楽番組がメインである。50年代から最近のヒット曲、ロックからカントリー、ソウルなどかかる曲は幅広い。基地を慰問に訪れた芸能人やプロスポーツ選手らがゲストとして出演することもある。
各基地の部隊の動向に関するニュース番組（事後報告が大半である）や基地司令官や上級曹長が、基地内でのルールや施設の運営時間などの説明や、福利厚生制度の利用の仕方をアドバイスする番組も制作されている。そのほか為替レート（基地内 Military Banking Facility の円/ドルレート）や気象情報が流れる。
気象情報は、日本の気象庁や気象予報士ではなく、各基地の気象部隊によるものである。そのため、気温は摂氏ではなく華氏である。基地が友好祭などで一般開放される際には、会場からの生中継を行い、主催者やブースなどの出展者や来場者へのインタビューを行う。
平日夜間や休日は、AFRTSから配信される番組が放送されている。大統領が行う重要な演説や、年頭に行われる議会での一般教書演説は中継される。
FEN当時は「This is the Far East Network.」のアナウンス後に“ポーン”の音で時報を流していた。時報以外では「This is the Far East Network, an affiliate of the Armed Forces Radio and Television Service.」と局名をアナウンスをしていた。改称後は、「This is AFN.」「This is American Forces Network.」「You are listening to AFN.」「This is Eagle 810.」などのアナウンスが正時前に流れることがある。毎時0分から3分間ABC、AP、FOX、CNN USA Radio Network Newsなどのニュースが放送され、その後 FOX Sports News、IRN USA Radio Network Sports、YAHOO SPORTS REPORTのスポーツニュースが1分間放送される。
いわゆる商用コマーシャルは少なく（配信される番組の中にはそのままコマーシャルが流れたり、DJがスポンサーとなっている企業の話をすることもある）、代わりに「アメリカ合衆国を代表する米兵としての心構え」や「日本生活における注意点」「飲酒運転がもたらすリスク」のような啓蒙メッセージ、アメリカ合衆国の歴史や名誉勲章受章者をたたえるミニストーリー、各種相談窓口の案内、フリーマーケットや映画の上映スケジュールを初めとする福利厚生イベント情報などのパブリックサービスアナウンスメントが放送される。
- 日本ではサマータイムが導入されていないが、アメリカ合衆国では導入されている。このため、AFRTSより配信される番組の中には、サマータイムの開始・終了によって、日本とアメリカの時差が変わることにより、開始時刻や放送時間が1時間変動する番組がある。中にはサマータイムによって放送される・されない番組が存在する。日本にあるAFN自体は日本標準時（JST=UTC+9）に沿って放送されるため、自局制作の番組にはサマータイムによる時間変更はない。

機器メンテナンスや機材交換のために日中に停波することもある。大規模な機材交換の場合、停波が数か月に及ぶ。
短波放送はSSB（USB）で送信している。日本で受信できるAFNの主要局はグアムにあり、これは上記の中波放送とは番組内容が全く異なる。番組編成などはmy AFNのページから参照できる。

### 緊急性のある放送
台風接近・通過時に米軍が定める Tropical Cyclone Condition Of Readiness (TCCOR) と呼ばれる4段階の警戒態勢に移行すると「現在○レベルの警戒状態です。＊＊への準備を怠らないようにしましょう」といったメッセージが放送されるようになるほか、軍人への緊急通達（災害保安対応や一斉召集）が放送される。このような緊急性が高いメッセージを放送する際にはアナウンス前に“長点1回・長点2回・長点2回・長点2回”のブザー音で告知する。台風接近時の最も高い警戒レベル TCCOR-1 になると通常の番組を休止し、各基地・施設の運用状況を伝える番組が TCCOR-1 が解除されるまで放送されることがある。
稀に日本語でメッセージが放送されることもある。台風や大雪などで、通勤に支障が予想される場合や、2001年9月11日に発生したアメリカ同時多発テロ事件の直後に、在日米軍基地に勤務する日本人従業員への連絡のため、出勤時間や基地業務関連などに関する放送を一部日本語で行った。ベース内には英語が通じない日本人従業員もいるため、連絡を徹底させるためであると推測される。

### AFN 360 Internet Radio
2013年12月より、先行していたAFN Europeに続き、太平洋地域のAFN局から放送されるラジオ番組と衛星より配信される音声番組を、アメリカ軍駐留国に限ったインターネット配信サービスAFN 360 Internet Radioでの配信放送。これらサービスはAndroidやiOSの端末でも楽しむことができる。
AFN 360 Internet Radioで聞くことができるAFN局
- AFN Iwakuni
- AFN Misawa
- AFN Okinawa
- AFN Sasebo
- AFN Tokyo
- AFN Daegu
- AFN Kunsan
- AFN Humphreys

AFN 360 Internet Radioで聞くことのできる衛星番組はAFNのチャンネル一覧の音声のみを参照されたい。

## テレビ放送
AFN Okinawa、AFN Misawa及びAFN Iwakuniでは地上アナログテレビ放送も行われていたが、Okinawa及びIwakuniは2011年6月30日、Misawaは同年7月1日に終了し、現在はケーブルでの放送と、米軍人や軍属向けに基地内で販売されている専用のデコーダとパラボラアンテナを購入することで視聴できる衛星放送がある。
アナログ放送時代では、AFN Okinawaのテレビ放送はNTSCで周波数がアメリカバンド8ch（180 - 186MHz）で、日本バンド6ch（182 - 188MHz）に近く、沖縄本島では基地の外でも視聴できる世帯や施設（ホテルなど）があり、琉球新報や沖縄タイムスにも番組表が掲載されていた。AFN Misawa及びAFN Iwakuniのテレビ放送はアメリカバンド66ch（782 - 788MHz）で、日本メーカー製販売の一般的なテレビでは視聴不可能だが、海外メーカー製のテレビや全世界対応のテレビではアメリカバンド（韓国とアメリカのテレビ周波数は同じ）に対応しており、視聴可能な場合もあった。

### 自局制作のテレビ番組
AFN各局が制作している番組は、アメリカ軍のニュース番組が殆どである。これらの番組は、各AFNのウェブページやYouTubeのチャンネルから視聴可能である。
- PACIFIC REPORT
- AFN Tokyo Today One Minute Update（AFN Tokyoのみ）
- Inside Iwakuni（AFN Iwakuniのみ）
- EXTENDED FORECAST
- Space-A Forecast
- PACIFIC WEATHER UPDATEなど

### 番組購入
AFNのTV放送は、ほとんどがNBCやCBSやABCやFOXやPBS等のアメリカのテレビ局からの番組配信を受けているため、ラジオとは異なり、自局制作の番組は少ない。
- 1 vs. 100
- ABCワールドニュース
- アクセス・ハリウッド（Access Hollywood）
- American Top 40（ラジオ）
- A Prairie Home Companion（ラジオ）
- CSI:科学捜査班
- デイズ・オブ・アワ・ライブス
- ディール・オア・ノー・ディール
- ER緊急救命室
- エクストリーム・メイクオーバー:ホーム・エディション（Extreme Makeover:Home Edition）
- Ed Schultz Show（ラジオAM/FM）
- フィアー・ファクター
- ゼネラル・ホスピタル
- ジョージ・ロペス
- グッド・モーニング・アメリカ
- ジョパディ!
- LOST
- ミディアム 霊能者アリソン・デュボア
- NBCナイトリーニュース
- The Rush Limbaugh Show（ラジオ）
- Scrubs〜恋のお騒がせ病棟
- ザ・トゥナイト・ショー・ウィズ・ジェイ・レノ
- ラスベガス
- ホイール・オブ・フォーチュン
- サタデー・ナイト・ライブ
- ザ・ホワイトハウス
- アプレンティス
- 特捜刑事マイアミヴァイス
- ふたりは友達? ウィル&グレイス
- レイト・ナイト・ウィズ・ジミー・ファロン
- LAW & ORDER
- LAW & ORDER:クリミナル・インテント
- 24 -TWENTY FOUR-
- プレーリー・ホーム・コンパニオン

### AFNのチャンネル一覧
以下の衛星放送を視聴するには米軍人や軍属向けに販売されている専用のデコーダを購入する必要がある。ただし、Pentagon Channelは公式ウェブサイトから視聴できるほか、デコーダがなくても、対応したアンテナとチューナーを用意すれば視聴可能。
- AFN Prime Pacific（総合チャンネル1）
- AFN Prime Atlantic（総合チャンネル2）
- AFN Prime Freedom（総合チャンネル3）
- AFN Spectrum（ディスカバリーチャンネルやヒストリーチャンネルを流している）
- AFN Xtra（WWEやX Gamesなど）
- AFN News（ニュース専門チャンネル）
- AFN Family（家族向け）
- AFN Movie（映画専門チャンネル）
- AFN Sports（スポーツ中継が主なチャンネル）
- Pentagon Channel（世界各地のAFNや駐留部隊が制作したニュース番組、軍高官の記者会見、フィットネス番組、料理番組など）

音声のみ。
- Country（最近のカントリーミュージックが中心）24/7フォーマット
- Legacy（60〜80年代のClassic Rockが中心）24/7フォーマット
- Gravity (最近のアーバンクラブミュージックが中心) 24/7フォーマット
- Hot AC（80年代から最近のチャートヒット曲が中心。AT40も放送される）24/7フォーマット
- Joe Radio（80年代から最近のラジオヒット局が中心）24/7フォーマット
- Powertalk (政治トークショウ)
- The Voice (ニュースやトークショウ中心)
- Clutch（ESPN Radio　インターネット配信対象外）
- Fans（Fox Sports Radio）
- NPR（National Public Radio　インターネット配信対象外）

タイムテーブルはmyafn.net内のRadioのページで確認のこと。時間は太平洋標準時であることに注意。音楽番組の紹介ページにはプレイリストも表示される。

## 世界のAFN
- AFN Pacific：日本・韓国駐留軍向け｜10局構成
- AFN Hawaii：ハワイ・パールハーバー・ヒッカム統合基地｜主に太平洋軍司令部や太平洋空軍を取材対象とするニュース制作支局のみ
- AFN Kwajalein：南太平洋駐留部隊向け｜マーシャル諸島のクワジェリン島
- AFN Europe：北大西洋条約機構軍向け｜9局構成
- AFN Spangdahlem：ドイツ｜シュパングダーレム空軍基地
- AFN Aviano：イタリア｜アヴィアーノ空軍基地
- AFN Lajes：ポルトガル・アゾレス諸島｜ラジェス空軍基地
- AFN Incirlik：トルコ｜インジルリク空軍基地
- AFN Honduras：中米駐留軍向け
- AFN Iraq：イラク駐留軍向け
- AFN Afghanistan：アフガニスタン｜バグラム空軍基地と周辺国駐留部隊向け